# Lew Kołodub
Lew Nikołajewicz Kołodub (ros. Лев Николаевич Колодуб, ukr. Левко Миколайович Колодуб; ur. 1 maja 1930 w Kijowie, zm. 23 lutego 2019 tamże) – radziecki i ukraiński kompozytor.

## Wybrana muzyka filmowa
- 1966: Dlaczego kogut ma krótkie spodenki

## Odznaczenia
- 2000: Order „Za zasługi” III stopnia[2]